# Пеллюцидная краевая дегенерация
Пеллюцидная краевая дегенерация (краевая дегенерация прозрачной зоны, кератоторус) — редкое дегенеративное заболевание роговицы, иногда ошибочно диагностируемое как кератоконус. Характеризуется истончением узкой полосы роговицы по её краю. Обычно поражает оба глаза, хотя описаны случаи односторонней дегенерации. Впервые заболевание было описано в 1957 году.
Для точной диагностики пеллюцидной дегенерации на ранней стадии требуется изучение топографии роговицы — на карте кривизны при этом заболевании виден характерный паттерн в виде «двух целующихся птиц» (kissing birds; butterfly pattern).
При гистологическом анализе образцов, изъятых при кератопластике, отмечается истончение стромы, разрывы либо отсутствие Боуменовой мембраны в местах истончения.